# Губернія (телеканал)
«Губернія» (рос. Губерния) — хабаровський крайовий телеканал, заснований 30 листопада 1998 року. В ефірі телеканалу є інформаційні, аналітичні та розважальні програми, художні та документальні фільми, як самостійного, так і федерального або міжнародного виробництва. Є мережевим партнером телеканалу ОТР (щодня з 06:00 до 09:00 та з 17:00 до 19:00).

## Історія
- Телеканал розпочав мовлення 30 листопада 1998 року. Основною метою ставилося донесення до телеглядача подій, що відбуваються безпосередньо в місті і краї.
- 1 жовтня 2002 року запустилася програма «Ранок з Губернією».
- 24 жовтня 2012 року в Хабаровську замість «Губернії» почав мовлення міський телеканал 6ТВ, з відрізняється програмною сіткою.
- 1 грудня 2014 року телеканал розпочав мовлення в Єврейській автономній області під назвою «Губернія Біробіджан».
- У 2014 році почав роботу портал gubernia.com. на сайті публікуються як новини телеканалу, так і оригінальні публікації. Запущений прямий ефір.
- 8 лютого 2017 року, рішенням Федеральної конкурсної комісії Роскомнадзора телеканал «губернія» отримав право безкоштовно поширювати свої програми на 21-й кнопці.
- 25 травня 2017 року було оголошено що 6ТВ передається медіакомпанії СЕТ, і замість нього в Хабаровську почне і відновить мовлення крайової загальнодоступний телеканал «губернія».
- 1 червня 2017 року телеканал почав і відновив мовлення в Хабаровську замість 6ТВ.
- У 2018 році телеканалу виповнилося 20 років.
- З 2 листопада 2020 року програми Телеканал губернія (Хабаровськ) в рамках врізок «Громадського телебачення Росії» (9-й канал першого мультиплексу) віщає щодня з 06:00 до 09:00 і з 17:00 до 19:00.
- У 2023 році телеканалу виповнилося 25 років.

## Програма
- «Ранок з Губернією» (інформаційно-розважальна програма)
- «Новини» (інформаційна програма)
- «Новини тижня» (інформаційна програма)
- «Місце події» (хроніка подій)
- «Місце події. Підсумки тижня» (хроніка подій за тиждень)
- «Час біля дачі» (розважальна програма)
- «Школа здоров'я» (спортивна програма)
- «PRO Хокей» (розважальна програма)
- «Інтерв'ю з губернатором» інформаційно-аналітична програма)
- «Говорить Губернія» (розмовна програма)
- "Лайт Лайф" (розважальна програма»

## Нагороди та досягнення

### Нагорода
Телеканал завоював десять статуеток "Золотий Орфей «премії» ТЕФІ-регіон «в різних номінаціях, в тому числі» Краща інформаційна програма «і»Репортер".
Крім цього телеканал отримав ряд премій конкурсу «Медіабренд», зайнявши перші і призові місця в безлічі номінацій, в тому числі «Кращий дизайн студії».

### Досягнення
Згідно з результатами дослідження агентства "Країна-Онлайн", опублікованими 17 травня 2017 року, Губернія стала лідером телеперегляду серед регіональних каналів Росії, також, згідно з опитуванням, проведеним тим же агентством, телеканал регулярно дивилися 74% респондентів.

## НТК21 (Нова телекомпанія)
"НТК21 (Нова телекомпанія)" — обласний телеканал, що веде мовлення в Єврейської автономної області. Запущений 1 грудня 2014 року, доступний у кабельних та інтерактивних телевізійних пакетах. НТК21 (Нова телекомпанія) є мережевим партнером телеканалу ОТР (щодня з 07:00 до 09:00 і з 18:00 до 19:00).
В ефірі каналу є як програми виробництва Хабаровської "'Губернії"', так і власні, що виходять 30-і хвилинними блоками протягом дня.

### Програми місцевого виробництва
| Програма          | час ефіру |
| ----------------- | --- |
| Новини 21         | по буднях о 07:00 (повтор) і 18:00 на ОТР По буднях о 09:00 та 19:00 ПН-ЧТ 21:00 ПТ 15:00                        |
| Підсумки тижня 21 | по суботах о 18: 00 і по неділях о 07:00 і 18:00 (повтор) на ОТР Суботу о 09:00 і 15:30 і в неділю 09:30 і 17:00 |